# Aeródromo de Rancho San Salvador
El Aeródromo de Rancho San Salvador es un pequeño campo de aviación privado ubicado en el predio conocido como Rancho San Salvador en el municipio de Sabinas Hidalgo, Nuevo León y se encuentra a 19 kilómetros al norte de la cabecera municipal. Cuenta con una pista de aterrizaje pavimentada sin iluminación de 1,600 metros de largo y 22 metros de ancho así como una plataforma de aviación de 4,200 metros cuadrados. Actualmente solo se utiliza con propósitos de aviación general.